# .np
.np – domena internetowa przypisana od roku 1995 do Nepalu i administrowana przez Mercantile Communications Pvt. Ltd.

## Domeny drugiego poziomu
- com.np
- edu.np
- gov.np
- mil.np
- net.np
- org.np
- name.np
- pro.np
- info.np